# Ammayanayakanur
Ammayanayakanur fou un antic palaiyam (zamindari) de l'Índia, que sota domini britànic va quedar situat a la taluka de Dindigal, districte de Madura, presidència de Madras.
Fou famosa per la batalla lliurada allí el 1741 que va decidir la sort de Dindigal que va caure en poder de Chanda Sahib. També va destacar en la incursió de Haydar Ali i fou un dels cinc palaiyams que l'invasor no va poder ocupar, però després fou confiscat per Tipu Sultan. Quan va passar a mans dels britànics fou restaurat com a palaiyam tributari. Es va construir una estació de tren a la vila principal Ammayanayakanur.